# Despotat Dobrudży
Despotat Dobrudży, Karwunsko despotstwo (bułg. Добруджанско деспотство, Карвунско деспотство; rum. Despotatul Dobrogei, Tara Cărvunei) – prawosławne bułgarskie księstwo feudalne istniejące w północno-wschodniej części Bułgarii pomiędzy latami 20 a końcem XIV wieku ze stolicą w Kawarnie.

## Historia
Państwo zostało wydzielone z Drugiego państwa bułgarskiego pomiędzy 1325 a 1340 rokiem. Ziemie między dolnym Dunajem a Morzem Czarnym oderwał bojar Balik (zm. 1347). Po jego śmierci państwo odziedziczył jego brat Dobrotica. Dobrudży sprzyjało nadmorskie położenie i bliskość Bizancjum. Państwo zawarło traktaty handlowe z Genuą, Wenecją i cesarstwem Trapezuntu. W 1386 roku Dobrotica zmarł i został zastąpiony przez Iwanka, który w tym samym roku zawarł pokój ze Muradem I i przeniósł stolicę z Kaliakry do Warny, gdzie w 1387 roku podpisał traktat handlowy z Genuą w Perze. Bił srebrne i brązowe monety, aby zademonstrować swoją niezależność. W 1389 utracił tron w wyniku agresji Mirczy Starego, hospodara wołoskiego. Przy pomocy Turków odzyskał w 1393 roku tron. Ostatecznie Dobrudża straciła ponownie niezależność na rzecz Wołoszczyzny.

## Władcy Dobrudży
- Balik ok. 1325–1347
- Dobrotica 1347–ok. 1386
- Iwanko ok. 1386–1389 i 1393–1399.